# Jan Jansma
Jan Jansma (ur. 9 sierpnia 1962, Haarlem) – holenderski brydżysta z tytułami World International Master w kategorii Open (WBF) oraz European Grand Master i European Champion w kategoriach Open i Juniors (EBL).

## Wyniki brydżowe

### Olimpiady
Na olimpiadach uzyskał następujące rezultaty:
| Olimpiady brydżowe. Zawody teamów | Olimpiady brydżowe. Zawody teamów | Olimpiady brydżowe. Zawody teamów | Olimpiady brydżowe. Zawody teamów | Olimpiady brydżowe. Zawody teamów | Olimpiady brydżowe. Zawody teamów |
| Rok                               | Miejsce                           | Zawody                            | Kategoria                         | Drużyna                           | Pozycja                           |
| --------------------------------- | --------------------------------- | --------------------------------- | --------------------------------- | --------------------------------- | --------------------------------- |
| 2004                              | Stambuł                           | 12. Olimpiada Teamów              | Open                              | Netherlands                       | 2                                 |

### Zawody światowe
W światowych zawodach zdobył następujące lokaty:
| Mistrzostwa Świata. Konkurencja teamów | Mistrzostwa Świata. Konkurencja teamów | Mistrzostwa Świata. Konkurencja teamów   | Mistrzostwa Świata. Konkurencja teamów | Mistrzostwa Świata. Konkurencja teamów | Mistrzostwa Świata. Konkurencja teamów |
| Rok                                    | Miejsce                                | Zawody                                   | Kategoria                              | Drużyna                                | Pozycja                                |
| -------------------------------------- | -------------------------------------- | ---------------------------------------- | -------------------------------------- | -------------------------------------- | -------------------------------------- |
| 2013                                   | Nusa Dua                               | 41. Mistrzostwa Świata Teamów            | Trans                                  | White House                            | 3                                      |
| 2011                                   | Veldhoven                              | 40. Mistrzostwa Świata Teamów            | Trans                                  | Het Witte 1                            | 9                                      |
| 2010                                   | Filadelfia                             | 13. Seria Mistrzostw Świata              | Open                                   | Meltzer                                | 17                                     |
| 2006                                   | Werona                                 | 12. Mistrzostwa Świata                   | Open                                   | Spector                                | 97                                     |
| 2005                                   | Estoril                                | 37. Mistrzostwa Świata Teamów            | Trans                                  | Orange 1                               | 58                                     |
| 2005                                   | Estoril                                | 37. Mistrzostwa Świata Teamów            | Open                                   | Netherlands                            | 10                                     |
| 2003                                   | Monte Carlo                            | 36. Mistrzostwa Świata Teamów            | Trans                                  | Jansma                                 | 3                                      |
| 2002                                   | Montreal                               | 11. Mistrzostwa Świata                   | Open                                   | Maas                                   | 9                                      |
| 1998                                   | Lille                                  | 10. Mistrzostwa Świata                   | Open                                   | Westerhof                              | 17                                     |
| 1994                                   | Albuquerque                            | 9. Mistrzostwa Świata                    | Open                                   | Van Oppen                              | 17                                     |
| 1987                                   | Amsterdam                              | 1. Młodzieżowe Mistrzostwa Świata Teamów | Juniorzy                               | Netherlands                            | 1                                      |

| Mistrzostwa Świata. Konkurencja par | Mistrzostwa Świata. Konkurencja par | Mistrzostwa Świata. Konkurencja par | Mistrzostwa Świata. Konkurencja par | Mistrzostwa Świata. Konkurencja par | Mistrzostwa Świata. Konkurencja par |
| Rok                                 | Miejsce                             | Zawody                              | Kategoria                           | Partner                             | Pozycja                             |
| ----------------------------------- | ----------------------------------- | ----------------------------------- | ----------------------------------- | ----------------------------------- | ----------------------------------- |
| 2010                                | Filadelfia                          | 13. Mistrzostwa Świata              | Miksty                              | Aida Saldzieva                      | 98                                  |
| 2010                                | Filadelfia                          | 13. Mistrzostwa Świata              | Open                                | Gert-Jan Paulissen                  | 14                                  |
| 2006                                | Werona                              | 12. Mistrzostwa Świata              | Miksty                              | Marion Michielsen                   | 115                                 |
| 2006                                | Werona                              | 12. Mistrzostwa Świata              | Open                                | Louk Verhees Jr.                    | 12                                  |
| 2002                                | Montreal                            | 11. Mistrzostwa Świata              | Miksty                              | Jovanka Smederevac                  | 17                                  |
| 2002                                | Montreal                            | 11. Mistrzostwa Świata              | Open                                | Louk Verhees Jr.                    | 83                                  |
| 1998                                | Lille                               | 10. Mistrzostwa Świata              | Miksty                              | Marjo Chorus                        | 30                                  |
| 1994                                | Albuquerque                         | 9. Mistrzostwa Świata               | Open                                | Jan van Cleeff                      | 39                                  |
| 1994                                | Albuquerque                         | 9. Mistrzostwa Świata               | Miksty                              | Carla Arnolds                       | 26                                  |
| 1990                                | Genewa                              | 8. Mistrzostwa Świata               | Open                                | Rob van Wel                         | 55                                  |

| Mistrzostwa Świata. Konkurencja indywidualna | Mistrzostwa Świata. Konkurencja indywidualna | Mistrzostwa Świata. Konkurencja indywidualna | Mistrzostwa Świata. Konkurencja indywidualna | Mistrzostwa Świata. Konkurencja indywidualna | Mistrzostwa Świata. Konkurencja indywidualna |
| Rok                                          | Miejsce                                      | Zawody                                       | Kategoria                                    | Pozycja                                      |                                              |
| -------------------------------------------- | -------------------------------------------- | -------------------------------------------- | -------------------------------------------- | -------------------------------------------- | -------------------------------------------- |
| 2004                                         | Werona                                       | 6. Indywidualne Mistrzostwa Świata           | Open                                         | 46                                           |                                              |

### Zawody europejskie
W europejskich zawodach zdobył następujące lokaty:
| Zawody europejskie. Konkurencja teamów | Zawody europejskie. Konkurencja teamów | Zawody europejskie. Konkurencja teamów    | Zawody europejskie. Konkurencja teamów | Zawody europejskie. Konkurencja teamów | Zawody europejskie. Konkurencja teamów |
| Rok                                    | Miejsce                                | Zawody                                    | Kategoria                              | Drużyna                                | Pozycja                                |
| -------------------------------------- | -------------------------------------- | ----------------------------------------- | -------------------------------------- | -------------------------------------- | -------------------------------------- |
| 2012                                   | Ejlat                                  | 11. Puchar Europy                         | Open                                   | Het Witte Huis                         | 7                                      |
| 2010                                   | Ostenda                                | 50. Mistrzostwa Europy Teamów             | Open                                   | Netherlands                            | 6                                      |
| 2009                                   | San Remo                               | 4. Otwarte Mistrzostwa Europy             | Miksty                                 | Euroaround                             | 85                                     |
| 2009                                   | San Remo                               | 4. Otwarte Mistrzostwa Europy             | Open                                   | White House 1                          | 17                                     |
| 2008                                   | Amsterdam                              | 7. Puchar Europy                          | Open                                   | TWH - Netherlands                      | 5                                      |
| 2007                                   | Antalya                                | 3. Otwarte Mistrzostwa Europy             | Miksty                                 | Varenne                                | 17                                     |
| 2007                                   | Antalya                                | 3. Otwarte Mistrzostwa Europy             | Open                                   | Orange 1                               | 5                                      |
| 2005                                   | Teneryfa                               | 2. Otwarte Mistrzostwa Europy             | Miksty                                 | Armstrong                              | 5                                      |
| 2005                                   | Teneryfa                               | 2. Otwarte Mistrzostwa Europy             | Open                                   | Orange 1                               | 1                                      |
| 2004                                   | Malmö                                  | 47. Mistrzostwa Europy Teamów             | Open                                   | Netherlands                            | 6                                      |
| 2003                                   | Mentona                                | 1. Otwarte Mistrzostwa Europy             | Open                                   | Net Jansma                             | 52                                     |
| 2003                                   | Mentona                                | 1. Otwarte Mistrzostwa Europy             | Miksty                                 | Barr                                   | 5                                      |
| 2002                                   | Salsomaggiore                          | 46. Mistrzostwa Europy Teamów             | Open                                   | Netherlands                            | 7                                      |
| 2001                                   | Teneryfa                               | 45. Mistrzostwa Europy Teamów             | Open                                   | Netherlands                            | 9                                      |
| 1997                                   | Montecatini                            | 43. Mistrzostwa Europy Teamów             | Open                                   | Netherlands                            | 6                                      |
| 1986                                   | Budapeszt                              | 10. Młodzieżowe Mistrzostwa Europy Teamów | Juniorzy                               | Netherlands                            | 1                                      |

| Zawody europejskie. Konkurencja par | Zawody europejskie. Konkurencja par | Zawody europejskie. Konkurencja par | Zawody europejskie. Konkurencja par | Zawody europejskie. Konkurencja par | Zawody europejskie. Konkurencja par |
| Rok                                 | Miejsce                             | Zawody                              | Kategoria                           | Partner                             | Pozycja                             |
| ----------------------------------- | ----------------------------------- | ----------------------------------- | ----------------------------------- | ----------------------------------- | ----------------------------------- |
| 2009                                | San Remo                            | 4. Otwarte Mistrzostwa Europy       | Open                                | Gert-Jan Paulissen                  | 9                                   |
| 2009                                | San Remo                            | 4. Otwarte Mistrzostwa Europy       | Miksty                              | Paola Scalamogna                    | 248                                 |
| 2007                                | Antalya                             | 3. Otwarte Mistrzostwa Europy       | Open                                | Louk Verhees Jr.                    | 4                                   |
| 2007                                | Antalya                             | 3. Otwarte Mistrzostwa Europy       | Miksty                              | Marion Michielsen                   | 30                                  |
| 2005                                | Teneryfa                            | 2. Otwarte Mistrzostwa Europy       | Open                                | Louk Verhees Jr.                    | 6                                   |
| 2005                                | Teneryfa                            | 2. Otwarte Mistrzostwa Europy       | Mikst                               | Carla Arnolds                       | 38                                  |
| 2003                                | Mentona                             | 1. Otwarte Mistrzostwa Europy       | Mikst                               | Sabine Auken                        | 22                                  |
| 2003                                | Mentona                             | 1. Otwarte Mistrzostwa Europy       | Open                                | Louk Verhees Jr.                    | 15                                  |
| 2002                                | Ostenda                             | 7. Mistrzostwa Europy Mikstów       | Mikst                               | Wietske van Zwol                    | 226                                 |
| 1997                                | Haga                                | 9. Mistrzostwa Europy Par           | Open                                | Jan van Cleeff                      | 6                                   |
| 1995                                | Rzym                                | 8. Mistrzostwa Europy Par           | Open                                | Jan van Cleeff                      | 13                                  |
| 1989                                | Salsomaggiore                       | 5. Mistrzostwa Europy Par           | Open                                | Rob van Wel                         | 18                                  |
| 1987                                | Paryż                               | 4. Mistrzostwa Europy Par           | Open                                | Rob van Wel                         | 37                                  |

## Klasyfikacja
- Jan Jansma – klasyfikacja WBF (ang.)
- Jan Jansma – klasyfikacja EBL (ang.)